# 동복군
| Daedongyeojido (Gyujanggak) 18-05.jpg | Daedongyeojido (Gyujanggak) 18-04.jpg |
| Daedongyeojido (Gyujanggak) 19-05.jpg | Daedongyeojido (Gyujanggak) 19-04.jpg |

동복군(同福郡)은 전라남도 화순군 동복면 일대에 있었던 옛 고을이다.

## 역사
- 본래 백제의 두부지현(豆夫只縣)이었다.
- 757년 동복현(同福縣)으로 개칭하고 곡성군의 영현이 되었다.
- 940년 보성군의 속현이 되었다. 주현으로 승격한 시기는 알 수 없다.
- 1394년 동복감무가 화순현을 겸임하였다.
- 1405년 동복감무가 폐지되고 화순감무가 설치되어 동복현을 관할하였다.
- 1407년 동복현과 화순현이 합병하여 복순현(福順縣)이 되었다.
- 1409년 전라도의 모든 속현과 향·소·부곡이 폐지되면서 동복지역에 있었던 와촌소(瓦村所)가 폐지되었다.
- 1416년 동복현과 화순현이 다시 분리되었다.
- 1665년 연전패(延殿牌)가 불타는 사건이 발생하여 화순에 편입되었다가, 1664년에 다시 설치되었다.
- 1895년에 나주부 동복군이 되었다가, 1896년에 전라남도 동복군이 되었다.

7면 : 읍내면(邑內面), 내남면(內南面), 외남면(外南面), 내서면(內西面), 외서면(外西面), 내북면(內北面), 외북면(外北面)
- 1914년 동복군이 폐지되어 화순군에 편입되었다. 읍내면을 동복면으로 개칭하고, 내서면과 외서면을 이서면으로 통합하였다.

| 조선총독부령 제111호  |             |                                                                                                |
| 구 행정구역           | 신 행정구역 | 신 행정구역                                                                                    |
| 동복군 읍내면(邑內面) | 동복면      | 가수리, 구암리, 독상리, 연둔리, 연월리, 신율리, 안성리, 유천리, 읍애리, 천변리, 칠정리, 한천리 |
| 동복군 내서면(內西面) | 이서면      | 갈산리, 보월리, 안심리, 야사리, 영평리, 인계리                                                 |
| 동복군 외서면(外西面) | 이서면      | 도석리, 보산리, 서리, 월산리, 장학리, 창랑리                                                   |
| 동복군 내북면(內北面) | 내북면      | 길성리, 다곡리, 노기리, 노치리, 용곡리, 수리, 와천리, 이천리                                   |
| 동복군 외북면(外北面) | 외북면      | 남치리, 맹리, 방리, 서유리, 송단리, 옥리, 외애리, 원리                                         |
| 동복군 내남면(內南面) | 내남면      | 남계리, 내리, 다산리, 복교리, 용리, 유마리, 사수리, 절산리, 주산리                             |
| 동복군 외남면(外南面) | 외남면      | 검산리, 대곡리, 벽송리, 사평리, 운산리, 원리, 장전리                                           |
- 1932년 내남면과 외남면을 남면으로, 내북면과 외북면을 북면으로 통합하였다.
- 옛 동복군 지역은 화순군의 동복면, 이서면, 사평면, 백아면 이상 4면이 되어 현재에 이른다.